# Daniel Pudil
Daniel Pudil (Praga, 27 de setembro de 1985) é um futebolista profissional checo que atua como defensor, atualmente defende o Watford.

## Carreira
Daniel Pudil fez parte do elenco da Seleção Tcheca de Futebol da Eurocopa de 2016.